# Kisgyőri Ásottfa-tető - Csókás-völgy
Kisgyőri Ásottfa-tető - Csókás-völgy este o arie protejată (arie specială de conservare — SAC, sit de importanță comunitară — SCI) din Ungaria întinsă pe o suprafață de 2.424,19 ha, integral pe uscat.

## Localizare
Centrul sitului Kisgyőri Ásottfa-tető - Csókás-völgy este situat la coordonatele 48°02′04″N 20°40′18″E / 48.034444°N 20.671667°E.

## Înființare
Situl Kisgyőri Ásottfa-tető - Csókás-völgy a fost declarat sit de importanță comunitară în mai 2004 pentru a proteja 4 specii de plante și 17 specii de animale. Situl a fost protejat și ca arie specială de conservare în februarie 2010.

## Biodiversitate
Situată în ecoregiunea panonică, aria protejată conține 16 habitate naturale: Păduri de fag Luzulo-Fagetum, Pajiști uscate seminaturale și facies de acoperire cu tufișuri pe substraturi calcaroase (Festuco-Brometalia) (* situri importante pentru orhidee), Pajiști stepice subpanonice, Păduri de fag Asperulo-Fagetum, Păduri panonice cu Quercus petraea și Carpinus betulus, Păduri panonice cu Quercus pubescens, Liziere de ierburi înalte hidrofile de câmpie și de nivel montan până la alpin, Tufărișuri subcontinentale peripanonice, Păduri aluvionare cu Alnus glutinosa și Fraxinus excelsior (Alno-Padion, Alnion incanae, Salicion albae), Păduri panonice-balcanice de stejar turcesc - stejar sesil, Păduri de fag din Europa Centrală dezvoltate pe sol calcaros cu Cephalanthero-Fagion, Pajiști panonice carstice (Stipo-Festucetalia pallentis), Păduri pe pante, grohotișuri și ravene de Tilio-Acerion, Pajiști aluvionare inundabile, de Cnidion dubii, Peșteri inaccesibile publicului, Fânețe de joasă altitudine (Alopecurus pratensis, Sanguisorba officinalis).
La baza desemnării sitului se află mai multe specii protejate:
- plante (4): Buxbaumia viridis, Echium russicum, sisinei (Pulsatilla grandis), Thlaspi jankae
- amfibieni (1): buhai de baltă cu burta roșie (Bombina bombina)
- mamifere (4): liliac cârn (Barbastella barbastellus), lupul (Canis lupus), liliac comun (Myotis myotis), liliacul mic cu potcoavă (Rhinolophus hipposideros)
- nevertebrate (12): croitorul mare al stejarului (Cerambyx cerdo), Cucujus cinnaberinus, orthosia schmidtii (Dioszeghyana schmidtii), Erannis ankeraria, Euplagia quadripunctaria, Hypodryas maturna, Limoniscus violaceus, rădașcă (Lucanus cervus), fluturele purpuriu (Lycaena dispar), Osmoderma eremita, Rosalia alpina, Stenobothrus eurasius

Pe lângă speciile protejate, pe teritoriul sitului au mai fost identificate 11 specii de plante, 5 specii de păsări, 10 specii de nevertebrate, 1 specie de reptile.